# Misread
Misread è un singolo folk/indie rock dei Kings of Convenience, estratto dall'album Riot on an Empty Street nel 2004 e pubblicato dall'etichetta discografica EMI.

## Tracce
1. Misread – 3:05

## Classifiche
| Classifica (2004) | Posizione raggiunta |
| ----------------- | ------------------- |
| Italia            | 15                  |
| Regno Unito       | 83                  |